# Chavannes-les-Forts

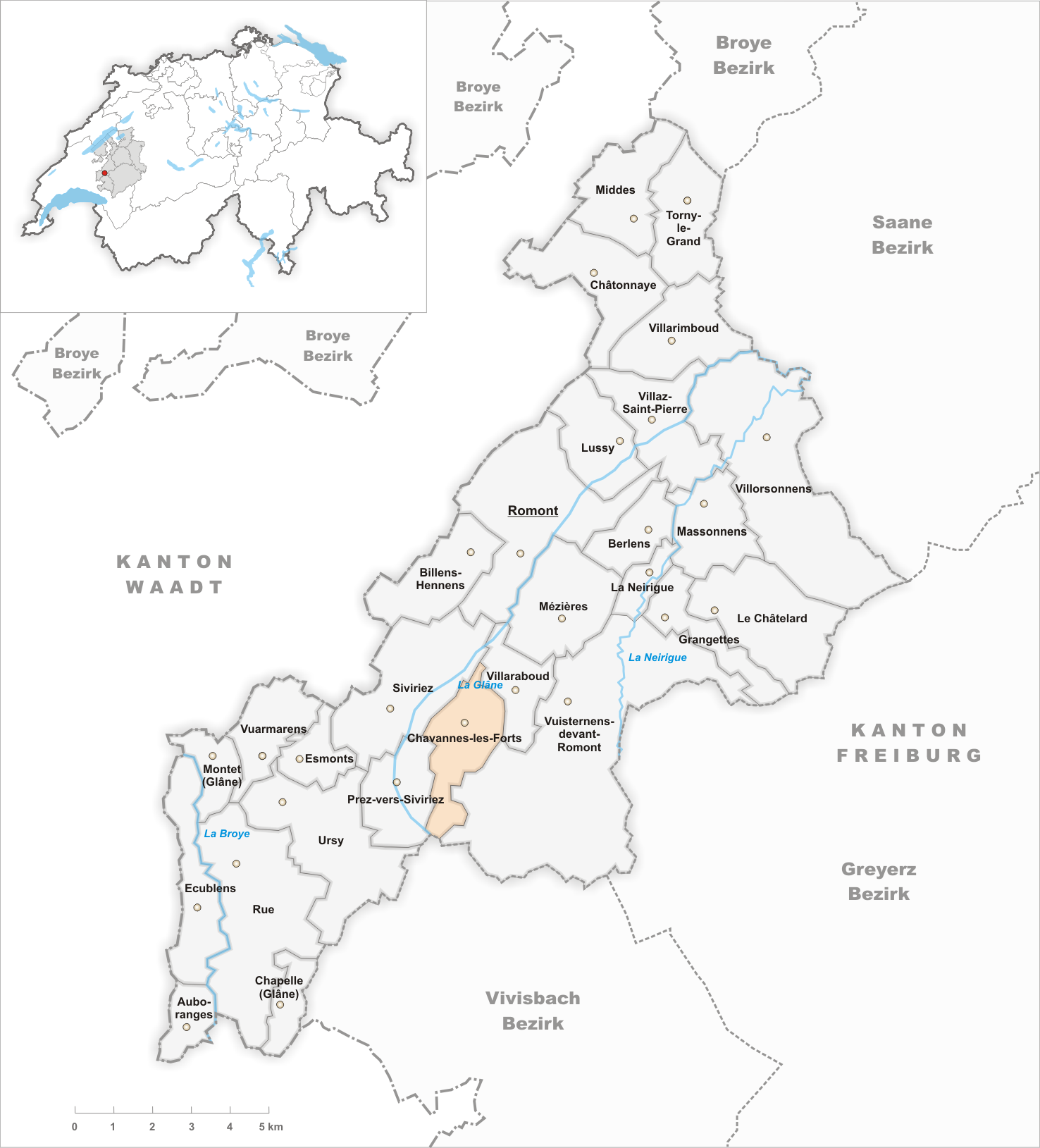
Gemeindestand vor der Fusion am 1. Januar 2004

Chavannes-les-Forts ist eine Ortschaft und früher selbständige politische Gemeinde im Distrikt Glâne des Kantons Freiburg in der Schweiz. Am 1. Januar 2004 wurde Chavannes-les-Forts nach Siviriez eingemeindet.

## Geographie
Chavannes-les-Forts liegt auf 784 m ü. M., zwei Kilometer südöstlich von Siviriez und fünf Kilometer südsüdwestlich des Bezirkshauptortes Romont (Luftlinie). Das Dorf erstreckt sich auf einem Geländevorsprung zwischen dem Oberlauf der Glâne im Westen und dem Tälchen des Ruisseau de Chavannes im Osten, im Molassehügelland des südwestlichen Freiburger Mittellandes. Die ehemalige Gemeindefläche betrug rund 4,5 km². Das Gebiet umfasste den grössten Teil des Tals des Ruisseau de Chavannes, flankiert von den Höhen Fin d'Amont (852 m ü. M.) und Bois de Ban (909 m ü. M.) im Westen und Bois de six Ecus im Osten. Im Nordwesten und Norden reichte das Gebiet in die Talebene der Glâne.

## Bevölkerung
Mit 334 Einwohnern (2002) zählte Chavannes-les-Forts vor der Fusion zu den kleinen Gemeinden des Kantons Freiburg. Zu Chavannes-les-Forts gehören die Weiler La Pierraz (718 m ü. M.) und La Foule (721 m ü. M.) im Glânetal sowie einige Einzelhöfe.
Einwohnerzahlen: Volkszählungsdaten

## Wirtschaft
Chavannes-les-Forts war bis in die zweite Hälfte des 20. Jahrhunderts ein vorwiegend durch die Landwirtschaft geprägtes Dorf. Noch heute haben die Milchwirtschaft, die Viehzucht und in geringerem Mass der Ackerbau einen wichtigen Stellenwert in der Erwerbsstruktur der Bevölkerung. Einige weitere Arbeitsplätze sind im lokalen Kleingewerbe und im Dienstleistungssektor vorhanden. Dazu gehören Betriebe des Küchenbaus und eine mechanische Werkstatt. In den letzten Jahrzehnten hat sich das Dorf dank seiner attraktiven Lage auch zu einer Wohngemeinde entwickelt. Viele Erwerbstätige sind deshalb Wegpendler, die hauptsächlich in der Region Romont arbeiten.

## Verkehr
Das Dorf ist verkehrsmässig recht gut erschlossen. Es liegt an der Hauptstrasse von Romont nach Oron-la-Ville. Durch die Buslinien der Transports publics Fribourgeois, die von Romont nach Prez-vers-Siviriez und Palézieux verkehren, besitzt Chavannes-les-Forts einen Anschluss an das Netz des öffentlichen Verkehrs.

## Geschichte
Die erste urkundliche Erwähnung des Ortes erfolgte 1247 unter dem Namen Chavanes. Der Ortsname leitet sich vom vulgärlateinischen capanna (Hütte, kleiner Hof) ab. Im Mittelalter gehörte Chavannes-les-Forts den Herren von Ecublens, die das Dorf 1262 an Peter II. von Savoyen verkauften.
Als die Berner 1536 das Waadtland eroberten, kam Chavannes-les-Forts unter die Herrschaft von Freiburg und wurde der Vogtei Romont zugeordnet. Nach dem Zusammenbruch des Ancien Régime (1798) gehörte das Dorf während der Helvetik und der darauf folgenden Zeit zum Bezirk Romont und wurde 1848 in den Bezirk Glâne eingegliedert. Nachdem sich die Dorfbewohner mit einer Ja-Mehrheit von 69 % für die Gemeindefusion ausgesprochen hatten, wurde Chavannes-les-Forts zusammen mit Prez-vers-Siviriez und Villaraboud am 1. Januar 2004 nach Siviriez eingemeindet.

## Sehenswürdigkeiten
Die Kapelle Saint-Nicolas wurde 1733 an der Stelle eines früheren Gotteshauses errichtet. Chavannes-les-Forts gehört zur Pfarrei Siviriez.

## Persönlichkeiten
- Marguerite Bays (1815–1879), heiliggesprochen 13. Oktober 2019